# Ballad of a Homeschooled Girl
«Ballad of a Homeschooled Girl» (estilizada en minúsculas) es una canción de la cantautora estadounidense Olivia Rodrigo, incluida en su segundo álbum de estudio, Guts, lanzado en 2023. Rodrigo la escribió junto con Dan Nigro, productor del disco. Se publicó como su quinta pista el 8 de septiembre de 2023 a través de Geffen Records. Es un tema pop punk sobre la ansiedad social, en la que la artista relata experiencias embarazosas en una fiesta.
La crítica musical elogió su producción y consideró su letra «divertida» y «fácil de identificar». Fue nominada a Mejor canción de rock en la 66.ª edición de los Premios Grammy, lo que marcó la primera nominación de Rodrigo en una categoría de ese género. Alcanzó el top 25 en Australia, Canadá, Irlanda, Nueva Zelanda y Estados Unidos e ingresó en las listas de otros países. Rodrigo la interpretó en Jimmy Kimmel Live! y la incluyó en el repertorio de su gira de conciertos de 2024, Guts World Tour.

## Antecedentes y lanzamiento
Su álbum debut, Sour, se lanzó en mayo de 2021, tras lo cual decidió tomarse un descanso de seis meses antes de volver a componer. Publicó su segundo disco a los 19 años, describiendo esta etapa de su vida como «un período de mucha confusión, errores, incomodidad y el clásico desasosiego adolescente». Nigro produjo todas las canciones del álbum, y, junto a Rodrigo, escribió más de cien temas, de los cuales ella incluyó los de orientación más roquera, ya que generaban una mayor reacción en el público durante sus presentaciones en directo.
En Guts, la artista exploró temas como el desamor, la imagen corporal y las ansiedades sociales. Al reflexionar sobre esto, comentó que gran parte del disco trata sobre la confusión de entrar a la adultez, descubrir la propia identidad y decidir con quién relacionarse; consideró que era una «experiencia universal de desilusión» por la que pasaban muchas personas. Ella y Nigro escribieron «Ballad of a Homeschooled Girl» en las primeras etapas del proyecto, dentro de un conjunto de canciones más vibrantes y enérgicas. Su educación en casa durante la adolescencia y la falta de una vida escolar tradicional inspiraron la canción.
La artista anunció el título del disco el 26 de junio de 2023, y cuatro días después lanzó el primer sencillo, «Vampire». El 1 de agosto, reveló la lista de canciones, en la que «Ballad of a Homeschooled Girl» aparecía como la quinta pista. Estuvo disponible para descarga digital con el álbum, que se lanzó el 8 de septiembre. La recepción por parte de los fanáticos fue mixta. Algunos la encontraron «identificable», pero otros criticaron una línea sobre sentirse atraída por hombres gais, que vincularon con su exnovio Joshua Bassett. La semana siguiente, Chipotle Mexican Grill aludió a la línea en una publicación de Instagram, sustituyendo la palabra «gay» por «guac» («Cada chico que me gusta es guac»), a lo que Rodrigo reaccionó positivamente.

## Composición
«Ballad of a Homeschooled Girl» tiene una duración de tres minutos y 23 segundos. Se grabó en los estudios Amusement e East West, en Los Ángeles. Nigro la produjo y trabajó en la ingeniería de sonido junto con Sam Stewart, Sterling Laws, Dave Schiffman y Jasmine Chen. Además, tocó la guitarra, la percusión y programó la batería. Erick Serna y Stewart se encargaron de la guitarra eléctrica y Ryan Linvill del bajo. Spike Stent mezcló la canción en los estudios SLS, en Londres, y Randy Merrill la masterizó.
Musicalmente, es un tema pop punk, pop rock, rock alternativo, garage punk y emo. Helen Brown, de The Independent, la describió como «una pieza sólida de indie estadounidense», mientras que Alexis Petridis, de The Guardian, notó en ella «un matiz de rock alternativo de la era grunge». Según John Murphy, de MusicOMH, su introducción recuerda a la música de Weezer, «con guitarras de sonido áspero y dinámicas de volumen que alternan entre pasajes suaves e intensos». Rodrigo rapea en los versos con una entonación «insolente» y canta el estribillo de forma entrecortada y sin pausas. Rachel Saywitz, de Paste, interpretó los cambios bruscos de estilo vocal como «un reflejo de la consciencia de Rodrigo sobre lo absurdo de la letra». La cantante repite la frase “It’s social suicide” —en español: «Es un suicidio social»— y vocaliza sonidos “AH-ah’s” después del estribillo, en un estilo que, según Jason Lipshutz, de Billboard, evoca a bandas de la década de 1990 como Everclear y Third Eye Blind, además de «evidenciar su afinidad» con el rock alternativo de aquella década.
Su letra trata sobre la ansiedad y vergüenza derivadas de la inseguridad. En un monólogo, ella relata las situaciones embarazosas que vivió la noche anterior en una fiesta, como si fuera una entrada en su diario personal. Usa un enfoque autocrítico y recurre al humor negro para sobrellevar sus dificultades sociales. En el primer verso, describe su incomodidad y la sensación de no encajar, además de su desagrado con la ropa que lleva puesta. También recuerda haber roto un vaso, tropezado y hablado «más de la cuenta». Para ella, estos incidentes representan un «suicidio social» que la hace querer esconderse. En el segundo verso, menciona que buscó en internet cómo iniciar una conversación y que, sin darse cuenta, coqueteó con un hombre gay. Luego, admite que la mayoría de los chicos que le gustan son homosexuales: “Everything I do is tragic, every guy I like is gay” —«Todo lo que hago es un desastre, cada chico que me gusta es gay»—. En el outro, canta sobre haber confundido a la madre de alguien con su esposa y llamarla por el nombre equivocado. Spencer Kornhaber, de The Atlantic, comparó la temática de la canción con el cine adolescente de los años 1990. Varios críticos la interpretaron como una expresión de la torpeza social que Rodrigo experimentó debido a su educación en casa y a su carrera como actriz.

## Recepción

### Comentarios de la crítica
Muchos críticos consideraron su letra fácil de identificar. Matthew Kim, de The Line of Best Fit, opinó que la «Ballad of a Homeschooled Girl» no era un comentario político calculado, sino más bien una «entrada de diario escrita como un flujo de conciencia». Alex Berry, de Clash, sostuvo que su escritura «ofrece sabiduría y consuelo mientras mantiene la voz identificable y confusa de una joven que intenta comprender el mundo». Aunque Lucas Martins, de Beats Per Minute, la encontró «exageradamente dramática», destacó la «capacidad de Rodrigo para transmitir la emotividad de una balada sin recurrir a una producción de ese estilo». Gabriel Saulog, de Billboard Philippines, consideró que su capacidad para evocar recuerdos incómodos en muchos oyentes evidenciaba su destreza como compositora y su habilidad para narrar historias a través de imágenes vívidas. Amanda Petrusich, de The New Yorker, la calificó como «una canción llena de frases ingeniosas» y una de las mejores de la artista en las que «se burla de sí misma». Murphy destacó que el humor autocrítico de la letra estaba acompañado de una corriente de ira y vulnerabilidad subyacente. La frase sobre la atracción de Rodrigo hacia los hombres homosexuales fue incluida en la lista de GQ sobre las letras más destacadas y «atrevidas» del álbum, así como en la selección de Nylon de sus mejores versos.
Otros comentaron sobre las elecciones de producción en «Ballad of a Homeschooled Girl». Petridis la mencionó entre los temas «que demostraban que Guts tenía un sonido más agresivo que Sour». Jon Caramanica, de The New York Times, consideró que evidenciaba que la cantante «no había cedido a la presión de trabajar con productores como Max Martin» y, en su lugar, había optado por un sonido rockero más íntimo. Lipshutz opinó que la pista en su conjunto reflejaba «un propósito sonoro y lírico claro». Rob Sheffield, de Rolling Stone, la colocó en la última posición de su clasificación de la discografía de la cantante en septiembre de 2023. Le gustó la posible referencia en el título a «Ballad of a Thin Man» (1965), de Bob Dylan, pero consideró que el estribillo era «decepcionante». Su verso favorito fue: “I'm on the outside of the greatest inside joke” —«Estoy fuera del mejor chiste interno»—. Chris Richards, de The Washington Post, la calificó como la octava mejor canción del año y una de las más destacadas de Guts. En la 66.ª edición de los Premios Grammy, fue nominada a Mejor canción rock, lo que marcó su primera nominación en una categoría de este género.

### Desempeño comercial
«Ballad of a Homeschooled Girl» debutó en la posición 24 del Billboard Hot 100 de Estados Unidos en la lista correspondiente al 23 de septiembre de 2023. En Canadá, ingresó en el puesto 25 del Canadian Hot 100 en la misma fecha y recibió la certificación de oro de Music Canada. En el Reino Unido, alcanzó el puesto 20 en la Official Audio Streaming Chart. En Australia, debutó en la posición 22 y fue certificada con disco de oro por la Australian Recording Industry Association. En Nueva Zelanda, ingresó en el puesto 18. También alcanzó el lugar 21 en el Billboard Global 200. A nivel internacional, figuró en la posición 17 en Irlanda, la 51 en Portugal, y la 53 en Grecia. Además, obtuvo una certificación de oro en Brasil.

## Interpretaciones en directo

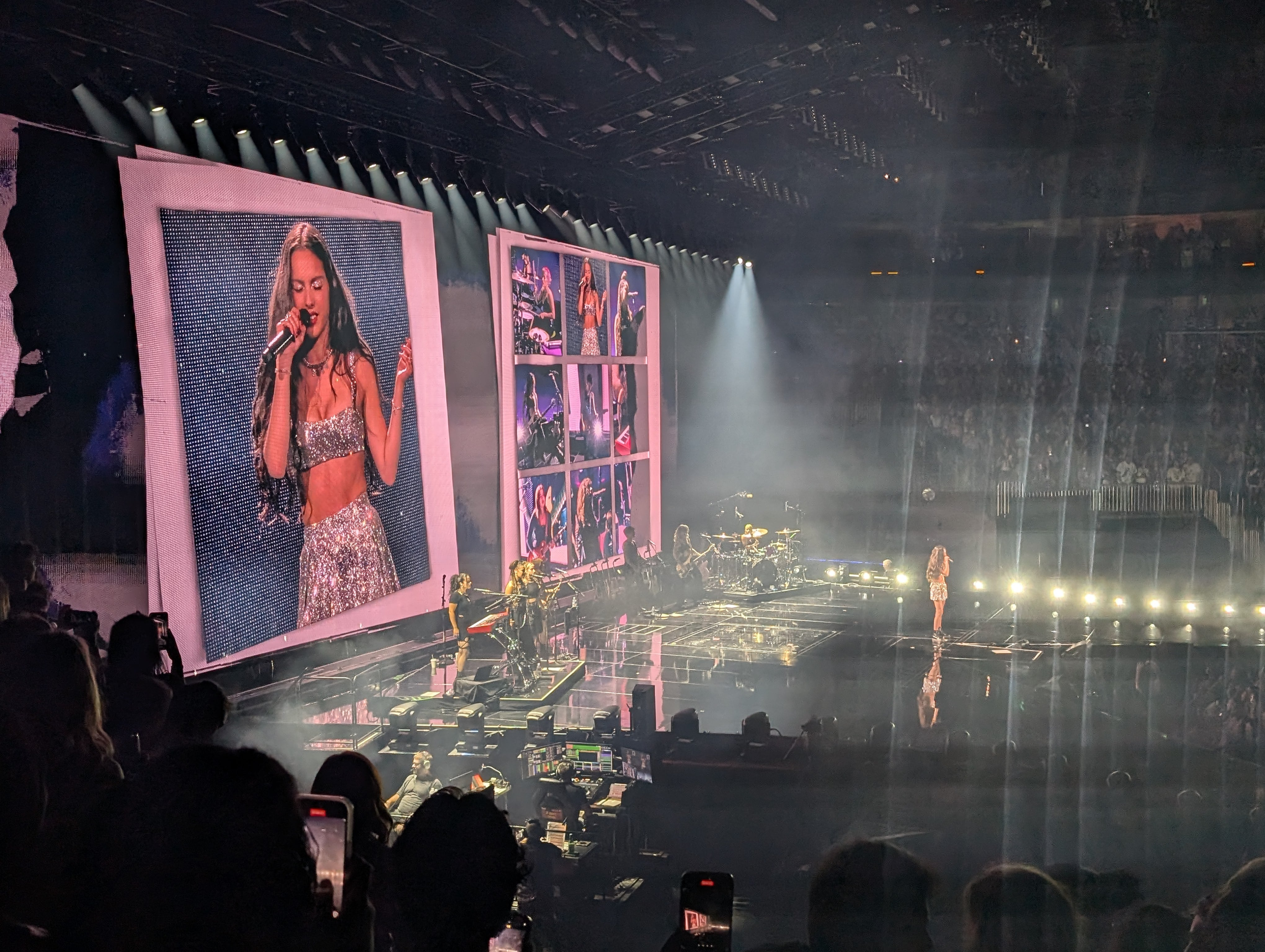
La artista presentando el tema durante su gira de 2024.

Rodrigo interpretó «Ballad of a Homeschooled Girl» en vivo por primera vez en una versión acústica el 9 de octubre de 2023 en el Ace Hotel de Los Ángeles, en un concierto exclusivo para tarjetahabientes de American Express. El 24 de octubre, volvió a presentar el tema en el programa Jimmy Kimmel Live!. Seis días después, Cillea Houghton, de la revista American Songwriter, lo ubicó como la tercera actuación más enérgica de la cantante, y escribió que «se mostró expresiva y encarnó a una auténtica estrella del rock, evidenciando su evolución como intérprete». Rodrigo incluyó la canción en el repertorio de su gira Guts World Tour, situada entre «Bad Idea Right?» y «Vampire». La interpretó junto a una banda femenina de cinco integrantes y dos coristas, y vistió un conjunto plateado de dos piezas. Lynn Green, de The Columbus Dispatch, señaló que algunos temos resultaron casi inaudibles debido al estruendo del público, y que la línea “Every guy I like is gay” —«Cada chico que me gusta es gay»— fue una de las más ovacionadas por el público. Tomás Mier, de Rolling Stone, consideró que el set evocó su época adolescente, mientras que Scoop Harrison, de Consequence, lo calificó como un “one-two-three punch”. En marzo de 2025, Rodrigo presentó el tema en el Lollapalooza Chile.

## Créditos y personal
Créditos adaptados de las notas del álbum.
Músicos y producción
- Dan Nigro — producción, composición, ingeniería, guitarra, percusión, producción vocal, programación de batería
- Olivia Rodrigo — composición
- Erick Serna — guitarra eléctrica
- Ryan Linvill — bajo
- Sam Stewart — guitarra eléctrica, ingeniería
- Sterling Laws — batería, ingeniería
- Técnico
- Dave Schiffman — ingeniería
- Jasmine Chen — ingeniería
- Randy Merrill — masterización
- Spike Stent — mezcla
- Matt Wolach — asistencia de mezcla

## Certificaciones
| País        | Organismo certificador                    | Certificación | Ventas certificadas | Ref.   |
| ----------- | ----------------------------------------- | ------------- | ------------------- | ------ |
| Australia   | Australian Recording Industry Association | Oro           | 35 000              | [ 51 ] |
| Brasil      | Pro-Música Brasil                         | Oro           | 20 000              | [ 57 ] |
| Canadá      | Music Canada                              | Oro           | 40 000              | [ 47 ] |
| Reino Unido | Industria Fonográfica Británica           | Platino       | 200 000             | [ 71 ] |